# Quatremare
Quatremare és un municipi francès situat al departament de l'Eure i a la regió de Normandia. L'any 2007 tenia 375 habitants.

## Demografia

### Població
El 2007 la població de fet de Quatremare era de 375 persones. Hi havia 136 famílies de les quals 28 eren unipersonals (28 dones vivint soles i 28 dones vivint soles), 44 parelles sense fills, 56 parelles amb fills i 8 famílies monoparentals amb fills.
La població ha evolucionat segons el següent gràfic:
Habitants censats

### Habitatges
El 2007 hi havia 141 habitatges, 138 eren l'habitatge principal de la família, 1 era una segona residència i 2 estaven desocupats. Tots els 139 habitatges eren cases. Dels 138 habitatges principals, 123 estaven ocupats pels seus propietaris, 12 estaven llogats i ocupats pels llogaters i 3 estaven cedits a títol gratuït; 6 tenien dues cambres, 17 en tenien tres, 43 en tenien quatre i 73 en tenien cinc o més. 122 habitatges disposaven pel capbaix d'una plaça de pàrquing. A 51 habitatges hi havia un automòbil i a 77 n'hi havia dos o més.

### Piràmide de població
La piràmide de població per edats i sexe el 2009 era:
| Homes | Edats   | Dones |
| ----- | ------- | ----- |
| 0     | 95 o +  | 0     |
| 0     | 90 a 94 | 4     |
| 0     | 85 a 89 | 0     |
| 0     | 80 a 84 | 4     |
| 8     | 75 a 79 | 0     |
| 4     | 70 a 74 | 16    |
| 4     | 65 a 69 | 8     |
| 8     | 60 a 64 | 8     |
| 20    | 55 a 59 | 0     |
| 0     | 50 a 54 | 20    |
| 32    | 45 a 49 | 28    |
| 8     | 40 a 44 | 16    |
| 4     | 35 a 39 | 16    |
| 12    | 30 a 34 | 8     |
| 8     | 25 a 29 | 4     |
| 4     | 20 a 24 | 24    |
| 20    | 15 a 19 | 20    |
| 4     | 10 a 14 | 12    |
| 20    | 5 a 9   | 16    |
| 8     | 0 a 4   | 8     |

## Economia
El 2007 la població en edat de treballar era de 248 persones, 187 eren actives i 61 eren inactives. De les 187 persones actives 174 estaven ocupades (89 homes i 85 dones) i 13 estaven aturades (3 homes i 10 dones). De les 61 persones inactives 19 estaven jubilades, 26 estaven estudiant i 16 estaven classificades com a «altres inactius».

### Ingressos
El 2009 a Quatremare hi havia 142 unitats fiscals que integraven 396 persones, la mediana anual d'ingressos fiscals per persona era de 19.845 €.

### Activitats econòmiques
Dels 16 establiments que hi havia el 2007, 1 era d'una empresa de fabricació de material elèctric, 3 d'empreses de construcció, 4 d'empreses de comerç i reparació d'automòbils, 1 d'una empresa d'hostatgeria i restauració, 1 d'una empresa financera, 1 d'una empresa immobiliària i 5 d'empreses de serveis.
Dels 5 establiments de servei als particulars que hi havia el 2009, 1 era un taller de reparació d'automòbils i de material agrícola, 1 fusteria, 1 lampisteria, 1 empresa de construcció i 1 restaurant.
L'any 2000 a Quatremare hi havia 10 explotacions agrícoles que ocupaven un total de 756 hectàrees.

## Poblacions més properes
El següent diagrama mostra les poblacions més properes.